# Lathen
Lathen – miejscowość i gmina w Niemczech, w kraju związkowym Dolna Saksonia, w powiecie Emsland, siedziba gminy zbiorowej Lathen.